# 1989 WR
1989 WR är en asteroid i huvudbältet som upptäcktes den 20 november 1989 av de båda japanska astronomerna Seiji Ueda och Hiroshi Kaneda i Kushiro.